# Jan Kutálek
Jan Kutálek (20. července 1917 Nusle – 20. května 1987 Praha) byl český výtvarník, sochař-keramik, známý pro svou originální keramickou figurální i reliéfní tvorbu inspirovanou především českým bájeslovím a pohádkami.

## Životopis

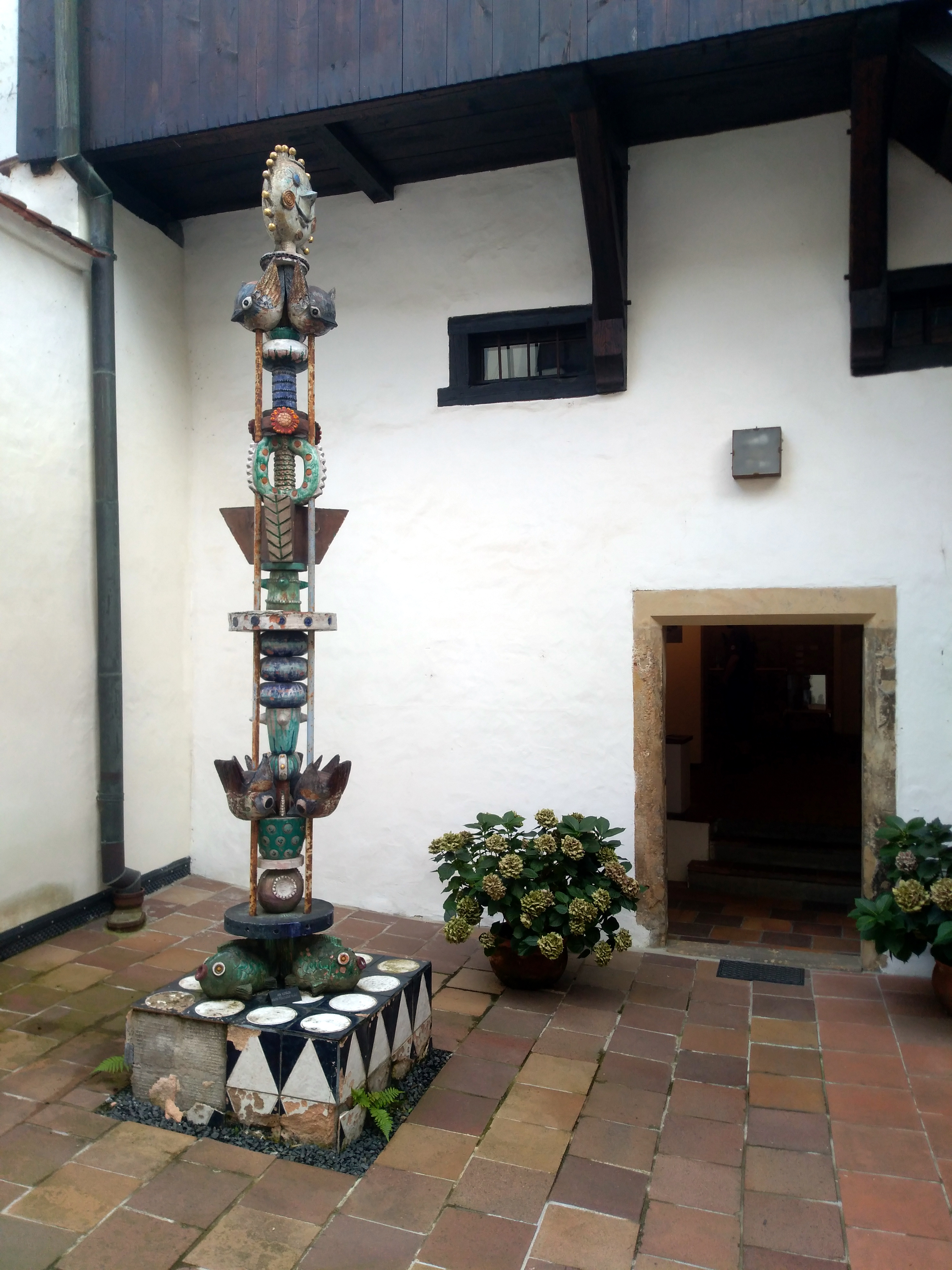
Strom šťastného mládí je vystaven v Litoměřicích

Narodil se v Nuslích u Prahy a dětství prožil spolu s o tři roky starším bratrem Gabrielem (stavební inženýr) v rodině poštovního úředníka. Otce však ztratil již v osmi letech a tak vyrůstal za podpory matky, která byla školená výtvarnice - vyšívačka.
V roce 1933 nebyl přijat na Uměleckoprůmyslovou školu a tak nastoupil studia v soukromé malířské škole Rudolfa Vejrycha, kterou však pro přílišné zaměření na akademickou malbu opustil v roce 1935. V následujícím roce cestuje po Rakousku, Jugoslávii a Itálii.
Po návratu dobrovolně nastoupil k dragounskému pluku v Terezíně, kde sloužil v letech 1936–1939. Od roku 1940 začal dráhu samostatného výtvarníka.
Ve snaze doplnit si akademické vzdělání nastoupil v roce 1945 na Akademii výtvarných umění v Praze u profesora Karla Pokorného, seznal však, že jeho výtvarné cítění i technika jsou již plně rozvinuté a rok na to školu opustil a opět se vydal na cesty, tentokráte po Maďarsku a Švédsku.
V roce 1950 se oženil s Ernou Holubovou. V roce 1977 se stal členem Svazu českých výtvarných umělců. Zemřel náhle 28. května 1987 v Praze.
Ve své tvorbě se věnoval jak figurálním motivům tak reliéfním dílům, a i když okrajově, věnoval se též kresbě. Od 50. let se v keramické tvorbě zaměřil též na „užité umění“. Jeho práci nejvíce ovlivnilo dílo italského expresivního keramika Salvatora Fancella (1916–1941), absolventa uměleckoprůmyslové školy v Monze. Kutálek čerpal pro svá díla především náměty z české i řecké mytologie, pověstí a pohádek. Jeho dílo je charakteristické neobvyklou hravostí, nevšední poezií a je obdařeno zvláštním pohádkovým kouzlem. Všechny jeho smyšlené postavičky plivníků dostaly od svého autora do vínku i krásně poetická česká jména – např. Líbezník, Pustorálek, Fišpajtl, Hostipas, Pišpartéz, Živenka či Houbovníček. Svojí hravou, poetickou keramikou se nesmazatelně zapsal nejen do dětských duší ale i do historie české umělecké keramiky.
Zemřel roku 1987 a byl pohřben na Olšanských hřbitovech.

## Samostatné výstavy
- 2017– výstava Galerie Diamant

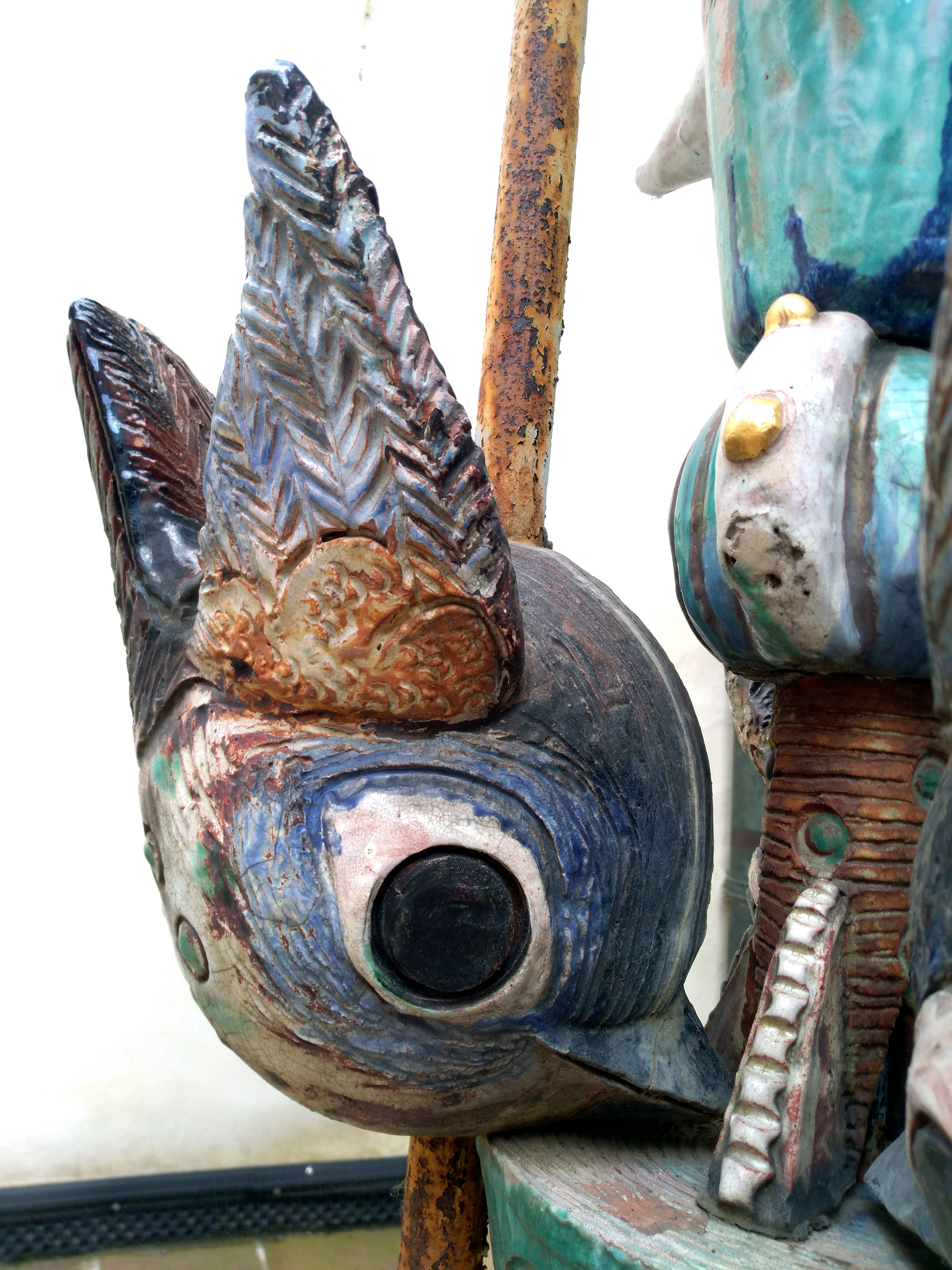
Strom šťastného mládí - detail

- 2007 — stálá expozice díla na zámku Linhartovy
- 1991–2006 — stálá expozice díla na hradu Svojanově
- 1987 — Galerie Vincence Kramáře, Praha
- 1977 — Staroměstská radnice, Praha
- 1974 — Galerie výtvarných umění, Cheb; Malá galerie československého spisovatele, Praha
- 1973 — Mnichov, Curych; výstavní síň Fronta, Praha
- 1972 — Norinmerk, Hamburk
- 1971 — Kaserslautern - Erlenbach
- 1970 — Kodaň, Ženeva
- 1968 — hrad Rožmberk; Starnberg u Mnichova, Stuttgart
- 1967 — Galerie HS, Lund (Švédsko); Galerie J. Frágnera, Praha
- 1966 — Friburg (Švýcarsko); Úřad předsednictva vlády, Praha
- 1965 — výstavní síň Fronta, Praha
- 1964 — Divadlo J. Průchy, Kladno
- 1963 — Kabinet architektury a užitého umění, Praha
- 1961 — Komorní divadlo, Praha
- 1951 — výstavní síň ARS, Praha
- 1949 — Galerie L. Hahn, Stockholm
- 1947 — Topičův salón, Praha
- 1944 — Škola umění, Zlín
- 1943 — výstavní síň Elán, Praha

## Umělecká ocenění
Čestné uznání v soutěži k 15. výročí osvobození ČSR (1960), III. cena v soutěži Haškovy Lipnice (1960), diplom Mezinárodní výstavy keramiky v Praze (1962), diplom salónu Juvisy v Paříži (1964), státní vyznamenání Za vynikající práci (1967)